# Ministerio de la Casa Imperial
El Ministerio de la Casa Imperial (宮内省 Kunai-shō) era una división del gobierno japonés del siglo VIII de la Corte Imperial de Kioto, instituida en el período Asuka y formalizada durante el período Heian. El Ministerio se reorganizó en el período Meiji y existió hasta 1947, antes de ser reemplazado por la Agencia de la Casa Imperial.

## Visión general
Las necesidades de la Casa Imperial han cambiado con el tiempo. El ámbito de las actividades del Ministerio abarcaba, por ejemplo:
- Supervisión y mantenimiento de campos de arroz para el suministro a la familia imperial.
- Supervisión de la cosecha realizada en los dominios imperiales.
- Orquestar la presentación al Emperador de delicias raras como regalos de sus súbditos.
- Administración de los departamentos de culinaria e ingeniería de la corte.
- Regulación de las cervecerías.
- Supervisión de las damas de la corte.
- Supervisión de los forjadores de la corte.
- Gestión de los funcionarios de la corte.
- Supervisión del vestuario imperial, etc.
- Atender a los príncipes y princesas imperiales de la segunda a la cuarta generación, inclusive.[2]

## Historia
Cuando esta agencia gubernamental se estableció inicialmente en el 645, funcionó como un recaudador de impuestos en tierras imperiales. La organización y las funciones de la Casa Imperial fueron refinadas y reguladas en el Código Taihō, que se promulgó en el 701-702 durante el reinado del Emperador Monmu. Los elementos fundamentales de este sistema evolucionaron a lo largo de los siglos, pero las estructuras básicas permanecieron en su lugar hasta la Restauración Meiji.
Este Ministerio llegó a ser responsable de todo lo relacionado con el apoyo al Emperador y la Familia Imperial. Se introdujeron modificaciones significativas en 1702, 1870 y 1889. Se reorganizó en la Oficina de la Casa Imperial (宮内府 Kunai-fu) en 1947, con el tamaño de su personal se redujo de 6.200 a menos de 1.500, y la Oficina se colocó bajo el primer ministro de Japón. En 1949, la Oficina de la Casa Imperial se convirtió en la Agencia de la Casa Imperial (nombre actual), y se colocó bajo el pliegue de la Oficina del primer ministro (総理府 Sōri-fu) recientemente creada, como una agencia externa adjunta.
En 2001, la Agencia de la Casa Imperial se reubicó organizativamente bajo la Oficina de Gabinete (内閣府 Naikaku-fu).